# Z-31号驱逐舰
Z-31号（德語：Z 31）是纳粹德国海军于1940年代初建造的七艘1936A（动员）型驱逐舰之一。作为“Z计划”的组成部分，它于1940年9月1日开始在不来梅的德希马格威悉船厂铺设龙骨，1941年5月15日下水，至1942年4月11日交付使用。该舰于二战中的大部分时光都是在北极和挪威水域度过，并曾参加1942年12月31日的巴伦支海海战。Z-31号在战争中幸存下来，并作为赔偿被割让予法国海军，以马尔梭号（法語：Marceau）之名一直服役到1958年。

## 设计
1939年6月28日，德意志国防军订购了九艘全新的1938B型驱逐舰（Z-31至Z-39号），次月又加订三艘。它们是作为纳粹德国海军重整军备计划——“Z计划”的一部分所订购，该计划包括建造10艘战列舰、4艘航空母舰、12艘战列巡洋舰、3艘装甲舰、5艘重巡洋舰、44艘轻巡洋舰、68艘驱逐舰和249艘潜艇。这些舰艇将列装入两支战斗舰队：一支是“本土舰队”，用来牵制英国在北海的战争舰队；另一支是“扫荡舰队”，用来打击英国的护航船队。与之前的1936型和1936A型相比，1938B型驱逐舰的体型较小，但在两个双联装炮塔上装备四门127毫米炮，设计射程较远。然而，随着第二次世界大战的爆发，1938B型驱逐舰的订单被取消，取而代之的是先前的1936A型的简化版本——能够满足战时动员需求而缩短建造时间的1936A（动员）型。1939年9月19日，军方重新向德希马格联合体订购了四艘1936A（动员）型驱逐舰（Z-31至Z-34号），并交由不来梅的威悉船厂承建，另有三艘同型舰（Z-37至Z-39号）则是向基尔的日耳曼尼亚船厂订购。
Z-31号的水线长和全长分别为121.9米和127米，有12米的舷宽以及最大4.62米吃水深度；舰只的设计排水量为2,657吨，满载时则可达3,691吨。它由两台瓦格纳齿轮传动蒸汽轮机提供动力，各负责驱动一副直径为3.35米的三叶螺旋桨。过热蒸汽则由六台瓦格纳水管锅炉供应，其运行压力为70標準大氣壓（7,093千帕斯卡），温度450℃。动力装置可输出70,000匹軸馬力（52,000千瓦特）的功率，使该舰的设计航速达到36節（67每小時）；并得益于最多825吨的燃料油贮量，它还能够以19節（35每小時）的速度的巡航2,950海里（5,460）。舰只的标准船员编制为11名军官和320名水兵。
1936A（动员）型的主炮设计与其基础版的1936A型相同，为五门150毫米45倍径36式鱼雷艇炮，其中两门安装在前部的双联装炮塔上，另外三门安装在主舰艛后部配备炮挡的单装炮座上。但由于炮塔交付延误，使得Z-31号（如同所有1936A型舰一样），用一门额外的150毫米炮取代了不可用的双联装双炮塔，即总共有四门150毫米炮。直到1944年，前部炮才恢复为原设计的双联装炮塔样式，但它在1945年1月的战斗中被摧毁，只得再被替换成一门单座的105毫米45倍径速射炮。该舰的防空武器则由安装在与后部烟囱并排的一对双联装炮座上的四门37毫米30式速射炮（后由42式全自动高射炮取代）和九门20毫米30式高射炮（分别安装在一个四联装和五个单装炮座中）组成。1943年在舰桥前部安装了第二个四联装20毫米炮架以取代其中一门单座炮，而额外的37毫米炮于1945年安装，使该舰在德国役期的最终防空火力达到十四门37毫米炮和十二门20毫米炮。此外，Z-31号还在水上部分的两个四联装动力操纵式底座上安装有八具533毫米鱼雷发射管，每个底座均提供两次重新装填，并可贮存最多60枚水雷。

## 德国役期
由于威悉船厂的造舰负荷过高，Z-31号直到1940年9月1日，即战前的最后一份订单完成后才得以开始铺设龙骨，建造序列为1001。它于1941年5月15日下水，至1942年4月11日在首任舰长、海军少校赫尔曼·阿尔贝茨的指挥下交付使用。入役后，该舰经历了一个漫长的战备训练过程，这对第二次世界大战期间的德国驱逐舰而言并不罕见。在此期间，Z-31号于1942年11月6日本想参与救援被鱼雷击中的埃尔宾九号小轮（Elbing IX）的船员，却与一艘机动斯库纳帆船相撞受损，不得不返厂接受为期三周的修理。从12月8日起，它与装甲舰吕措号以及驱逐舰Z-6“特奥多尔·里德尔”号和Z-20“卡尔·加尔斯特”号一起从戈滕哈芬移师到挪威北部的阿尔塔峡湾。12月30日下午，Z-31号与海军中将奥斯卡·库梅茨率领的吕措号和重巡洋舰希佩尔将军号，海军上校阿尔弗雷德·舍梅尔麾下第5驱逐区舰队的Z-4“理夏德·拜岑”号和Z-16“弗里德里希·埃科尔特”号，以及Z-6号、Z-29号和Z-30号驱逐舰共同离开纳尔维克，执行“彩虹行动”，意图攻击德国情报部门报称只有少量护航的盟军JW-51B号船队。德国舰群于31日早晨遇到船队，在能见度较低的情况下开火，从而引发巴伦支海海战。希佩尔将军号击沉了英国驱逐舰阿卡忒斯号和扫雷舰悬钩子号，并击伤驱逐舰翁斯洛号和顽固号，而吕措号则击伤了驱逐舰服从号，但在由英国轻巡洋舰谢菲尔德号和牙买加号组成的掩护部队击伤希佩尔将军号并击沉Z-16号之后，双方中断了交战。船队中的十五艘商船均未受损。此役战果令德方不满，导致海军总司令埃里希·雷德尔元帅数日后辞职。
1943年2月5日至6日，Z-31号、Z-6和布雷舰丽蝇号在基利金岛布下雷区，而3月10日至11日，这两艘驱逐舰又护送吕措号从科菲尤尔前往纳尔维克。Z-31号还与战列舰提尔皮茨号、沙恩霍斯特号以及第4、第5和第6驱逐区舰队的九艘舰艇于9月6日一起参加了袭击斯匹次卑尔根岛的“西西里行动”。当德国部队袭击了英国设在岛上的各个据点后，提尔皮茨号继续率领海军上校罗尔夫·约翰内松麾下的第4区舰队（Z-31号、Z-29号和Z-33号）前往巴伦支堡。9月8日，Z-31号在进入巴伦支堡时受到守军攻击，其上层甲板和外壳遭海岸炮命中八次，造成1人死亡、1人负伤。德国人则成功摧毁了煤炭设施和补给站，并炸毁水厂和发电厂，然后返回阿尔塔峡湾。11月，该舰被调往挪威南部，在当地执行巡逻任务，继而从12月4日至7日在斯卡格拉克海峡入口处布设防御性雷区。
是次行动结束后，Z-31号开始在威悉明德的民用船厂接受改装，并一直持续到1944年4月。4月29日，它在新任舰长、海军少校卡尔·保罗的指挥下，搭载着提尔皮茨号所需的维修材料从基尔转移到阿尔塔峡湾。6月30日至7月1日，该舰跟随第4驱逐区舰队的Z-29号以及姊妹舰Z-33号、Z-34号和Z-38号一同参加了向熊岛的进击。在英国舰载机于8月22日至29日对提尔皮茨号发动的袭击期间，Z-31号成功击落了至少一架敌机；但在最后一波空袭中，它被来袭者的扫射火力轻微损坏。从10月21日起，第4区舰队的五艘舰受命前往支援第19山地集团军在摩尔曼斯克前线和芬兰的撤离。Z-31号在这年余下的时间里继续执行护航和巡逻任务，并于12月16日与Z-29号一起、12月27日与Z-33号一起在洪宁斯沃格，以及次月3日再度与Z-33号一起在哈默费斯特附近执行布雷行动。
1945年1月25日，第4区舰队的Z-31号、Z-34号和Z-38号在挪威北部的峡湾完成进一步的布雷任务后，试图在时任区舰队司令、海军上校胡贝特·冯·旺根海姆上尉的带领下从特罗姆瑟出发前往波罗的海。英国人通过对德国无线电的解码得知了这次转移。他们预计德舰会在挪威沿海水域行进，并计划从苏格兰发动空袭：一支由三艘护航航母、一艘重巡洋舰和六艘驱逐舰组成的英国部队已经出海。然而，旺根海姆选择了在挪威外海进行快速转移。为了应对这一意外事件，本土舰队紧急派出由海军中将弗雷德里克·达尔林普尔-汉密尔顿率领的轻巡洋舰权冠号和毛里求斯号部署在卑尔根以北，没有驱逐舰支援。27日晚，英国飞机在松恩峡湾以西发现了德国驱逐舰，并对其发动攻击，但未成功。德国人继续向卑尔根进发，至28日午夜过后不久便遭英国巡洋舰拦截。尽管由于满月，能见度良好，英国人还是发射了照明弹，导致旺根海姆的领舰Z-31号共被毛里求斯号击中七次，造成55人阵亡、24人负伤。其舰艏的双联装炮塔被击毁，且无法再发射鱼雷，但推进系统未受影响。Z-34号同样受损。德国人则命中了毛里求斯号的食堂甲板和权冠号的舰载艇甲板，造成1死3伤。在平静的海面上，驱逐舰能够达到最高速度逃离英国巡洋舰，进入卑尔根。经过初步临时维修后，Z-31号于2月8日离开卑尔根，一天后抵达霍滕。随后它前往奥斯陆的阿克尔船厂。由于没有可供替换的双联装炮塔，该舰只得在艏楼前部安装了一门105毫米炮，继而于3月15日至17日来到哥本哈根，3月19日至20日移师戈滕哈芬。
从1945年3月22日起，Z-31号与Z-34号和吕措号合作，在西普鲁士的戈滕哈芬附近炮击前进的苏联军队，而在3月23日，它将自1942年起便已停用的战列舰格内森瑙号废舰体拖抵戈滕哈芬港的入口处，准备击沉充当堵塞船（格奈森瑙号后于27日自沉）。3月27日，Z-31号的一枚150毫米炮弹意外在炮管中爆炸，造成4人死亡，18人受伤。尽管如此，它依然继续支援德军和平民从戈滕哈芬和赫拉撤离。在苏联频繁空袭期间，该舰遭到两枚炸弹袭击，遂于4月8日与重巡洋舰欧根亲王号和吕措号一起向西撤退。Z-31号于4月10日停靠在斯维讷明德进行维修，并自14日起因燃油紧缺而停运。4月27日，它与Z-33号带着新组建的海军轮替部门离开斯维讷明德，在前往基尔途中再次遭到苏联空袭，造成弹片损坏和3人受伤。该舰于4月30日穿越威廉皇帝运河前往布伦斯比特尔，此后一直停留在当地直到5月8日战争结束。

## 法国役期
1945年5月16日，Z-31号的德籍船员被送往战俘营，舰只则被英国皇家海军和一支德国残余小分队接管。它于5月底被转移到威廉港，并于10月和11月进行了维修保养工作。在盟军就幸存德国海军舰艇进行分配的过程中，该舰作为战争赔偿被授予法国。为此，Z-31号于1946年1月被转运罗塞斯附近的福斯湾正式移交给法国海军，并于2月2日抵达瑟堡。两天后，它以革命将领弗朗索瓦·塞弗兰·马尔梭的姓氏被重命名为“马尔梭”号，与另外三艘前德国驱逐舰奥什号（前Z-25号）、德赛号（前Z-5“保罗·雅各比”号）和克莱贝尔号（前Z-6“特奥多尔·里德尔”号）共同组成了法国海军的第1驱逐支舰队。
马尔梭号于1947年秋天被转移至地中海，继而从1948年到1950年间进行了一次大规模改装，其中原105毫米炮被150毫米炮取代，舰上的防空武器则改为八门博福斯40毫米60倍径炮，并安装了美国制雷达。之后，它以土伦为基地服役了数年，并在跟随法国舰队参加演习期间会定期访问奥兰、达喀尔和比塞大等地。该舰于1953年重返瑟堡接受大修并进入预备役，至1954年2月1日作为废船搁置。1958年1月2日，马尔梭号正式从海军名录中除籍，于同年晚些时候作废品出售，在1960年代初被拆解。

## 脚注
1. ↑  Koop & Schmolke，第25頁.
2. ↑  Miller，第33頁.
3. ↑  Lenton，第24–25, 80頁.
4. ↑  Koop & Schmolke，第24–25頁.
5. 1 2  Whitley，第67頁.
6. ↑  Koop & Schmolke，第26頁.
7. ↑  Koop & Schmolke，第42–42頁.
8. 1 2  Lenton，第75頁.
9. 1 2  Gröner，第79頁.
10. ↑  Whitley，第63–64頁.
11. ↑  Koop & Schmolke，第34頁.
12. 1 2  Koop & Schmolke，第35頁.
13. ↑  Whitley，第63–64, 67頁.
14. 1 2  Koop & Schmolke，第113頁.
15. ↑  Gröner，第77頁.
16. ↑  Koop & Schmolke，第24頁.
17. ↑  Sieche，第232頁.
18. 1 2 3 4  Hildebrand, Röhr & Steinmetz，第79頁.
19. 1 2 3 4 5  Koop & Schmolke，第112頁.
20. 1 2  Rohwer & Hümmelchen，第184頁.
21. ↑  Ruegg & Hague，第48–49頁.
22. ↑  Rohwer & Hümmelchen，第191頁.
23. ↑  Rohwer & Hümmelchen，第198頁.
24. ↑  Rohwer & Hümmelchen，第230頁.
25. ↑  Rohwer & Hümmelchen，第249頁.
26. ↑  Rohwer & Hümmelchen，第309–310頁.
27. ↑  Rohwer & Hümmelchen，第320, 327頁.
28. ↑  Rohwer & Hümmelchen，第332頁.
29. ↑  Koop & Schmolke，第112–113頁.
30. ↑  Rohwer & Hümmelchen，第335–338頁.
31. 1 2  Sieche，第234頁.
32. ↑  Jourdan & Moulin，第283頁.
33. 1 2  Jordan，第98頁.
34. ↑  Whitley，第197頁.